# تعليم إضافي
التعليم الإضافي هو التعليم بالإضافة إلى ذلك التعليم الذي تم تلقّيه في المدرسة الثانوية، والذي هو مختلف عن التعليم العالي المقدّم في الجامعات والمؤسسات الأكاديمية الأخرى. وقد يكون في أي مرحلة من التعليم الثانوي الإلزامي، من الدخول إلى مؤهلات أعلى مستوى، كالشهادات، الجوائز، الدبلومات والمؤهلات على أساس الكفاءة والمهنية (تتضمن أولئك المعروفين مسبقاً NVQ /SVQs) من خلال منظمات مانحة من ضمنها «المدينة والنقابات»، "(Edexcel(BTEC" و "OCR".
قد تقدم جامعات التعليم الإضافي مؤهلات التعليم العالي مثل HND,HNC, الدرجة الأساسية، أو PGCE.
وتعدّ الكليات أيضاً مزود خدمة كبير للتلمذة الصناعية، حيث تعقد معظم التدريبات في مكان عمل المتدرب، مضافة إلى إعفاء يوم في الكلية.
التعليم الإضافي في الولايات المتحدة عادةً يعني الحصول على مؤهل متوسط أو متقدم أو متابعة ضرورية للتقدم إلى التعليم العالي، أو لبدء مسار وظيفي محدد خارج التعليم الجامعي.
يُقدَّم التعليم الإضافي للطلاب الذين أعمارهم فوق 16 سنة في كليات التعليم الإضافي، من خلال التعلُّم القائم على العمل، أو مؤسسات تعليم المجتمع والبالغين.
في الولايات المتحدة وكندا يمتلك مصطلح «التعليم المستمر» معنىً مشابهاً للتعليم الإضافي.

## بِحسْب الدّولة

### المملكة المتحدة

#### إنجلترا
```
تأسست الكليات في إنجلترا بموجب قانون «التعليم العالي والإضافي»، لعام 1992م. وهذه تشمل: 
```

• كليات التعليم الإضافي العامّ
• الكليات البريّة
• كليات النموذج السادس
• كليات متخصصة مُعيّنة
•كليات الفنون، التصميم، الفن المسرحي
كان يتم تغطية الكليات في المقام الأول من قبل وزارة التعليم. حتى يوليو،2016، وأيضاً من قبل «وزارة العمل، الابتكار والمهارات». ولكن مع إلغاء «وزارة العمل، الابتكار والمهارات» وتشكيل «وزارة العمل، الطاقة والإستراتيجية الصناعية» في 14/7/2016، انتقلت مسؤولية كليات التعليم الإضافي إلى وزارة التعليم.
هذا وقد كانت الهيئة التنظيمية لكليات النموذج السادس أساساً وزارة التعليم، قبل تغييرات عام2016.
بعد اندماج «وكالة تمويل التعليم» و «وكالة تمويل المهارات»، في 2017، أصبح تمويل الجامعات يتم تقديمه من خلال «وكالة تمويل المهارات والتعليم» لجميع طلبة التعليم الإضافي.
قانون «التعليم الإضافي والتقني» لعام 2017 وضع إطار عمل لنظام العجز/الإعسار لكليات التعليم الإضافي يُعرف ب «إدارة التعليم». هذا شكل من أشكال إدارة الشركات يتكيف مع حاجة التعليم الإضافي ليتم استخدامه «حيثما تكون هيئة التعليم الإضافي غير قادرة على دفع ديونها، أو على الأرجح أنها ستصبح غير قادرة على دفع الديون» وتوَسَّع إلى «لتجنب أو تقليل تعطيل دراسات الطلاب الحاليين لهيئة التعليم الإضافي ككل».

تخضع جميع كليات ومقدّمي التعليم الإضافي للتفتيش من قِبَل "Ofsted" والتي تراقب الجودة المتوفرة في المؤسسات المُمَوَّلة من القطاع العام في إنجلترا وويلز.
وتتمثل الكُليّات في إنجلترا ب «رابطة الكليات».

#### شمال ايرلندا
يُقدّم التعليم الإضافي في شمال ايرلندا من خلال ست كليات متعددة الحرم الجامعي. و «وزارة شمال ايرلندا للتوظيف والتعليم» تمتلك المسؤولية لتوفير التعليم الإضافي في المقاطعة.
•كلية بيلفاست ميتروبولتان
•كلية المنطقة الشمالية الغربية
•كلية المنطقة الجنوبية
•كلية المنطقة الجنوبية الشرقية
•كلية الجنوب الغربي
•كلية المنطقة الشرقية
وتقدم معظم المدارس الثانوية أيضاً مخطط النموذج السادس حيث يستطيع الطالب الإختيار أن يحضر المدرسة المذكورة لسنتين إضافيتين ليكمل مستوى-A و AS خاصتهم.

#### اسكتلندا
كُليّات التعليم الإضافي في اسكتلندا تُوفّر التعليم لأولئك الشباب الذين يسلكون مسارات مهنية بعد إنهاء التعليم الإلزامي في عمر 16 سنة. حيث يوفرون مدىً واسعاً من المؤهلات المهنية للشباب والبالغين الأكبر عمراً، متضمنة مؤهلات قائمة على الكفاءة والمهنية (كانت تعرف سابقاً باسم SVQs)، شهادات وطنية عُليا، دبلومات وطنية عُليا. عادةً أول سنتين من التعليم العالي -عادةً في نظام من ال HND- يتم أخذها في كلية تعليم إضافي متبوعة بالإلتحاق بجامعة.

#### ويلز
يُقدَّم التعليم الإضافي في ويلز من خلال:
• كليات النموذج السادس
• كليات التعليم الإضافي
•النماذج السادسة في داخل المدارس الثانوية
```
ويندرج التعليم الإضافي في ويلز تحت اختصاص حكومة المجلس الويلزية. وتم تمويله من قِبل «تعلُّم وتعليم ويلز» منذ العام 2000 وحتى العام 2006، عندما دُمِجت تلك المنظمة مع المجلس.
```

### جمهورية ايرلندا
التعليم الإضافي في جمهورية ايرلندا مشابه لذلك المُقدّم في المملكة المتحدة. مناطق نموذجية تتضمن التلمذة الصناعية ومؤهلات مهنية في العديد من التخصصات، مثل رعاية الأطفال، الزراعة، السياحة، والبيع بالتجزئة.
وتُعرف الأنواع العديدة لجوائز التعليم الإضافي باسم «شهادات ما بعد المغادرة».
لقد توسّع التعليم الإضافي بشكل هائل في السنوات الأخيرة، بمساعدة المؤسسات وعلاقاتهم مع مجتمعاتهم.
«جودة ومؤهلات ايرلندا» التي تأسست في نوفمبر عام 2012، هي المنظِّمة لمؤهلات التعليم الإضافي.